# Добромирово
Добромирово (на македонска литературна норма: Добромирово) е историческо село в Северна Македония, на територията на община Демир Хисар.

## География
Добромирово е било разположено в Демир Хисар, в Бигла западно над Слепче и северно над Слепченския манастир. От Добромирово е останал манастирът „Света Богородица Източен петък“, наричан Добромирово.

## История
Селото е тимар, като жителите му се занимават със земеделие и дърводелство. В 1468 година селото плаща 1035 акчета, от които 320 за пшеница; 200 за ръж и ечемик, както и за лен, свине, ушур за лозе; за бостан, за воденици, за сватбарина и най-много испенче - 381 акчета.
Селото се споменава в 1468 година със следните жители: Мирче, син на Негослав; Леко, син на Пралог; Доно, син на Никола; поп Велян; поп Димитри; Никола, син на поп; Василко, Яно син на Богдан; Драле; Бойо, син на Драле; Никола, син на Гюрко; Томо, син на Губеро; Йован, сиромах; Степан, брат на Йован; Дико, син на Миладин; Синком син на Дабе; син на Койо Степан, брат на Бойо; Андрея, Арбанаш; Гюро, син на Андрея; Владе; Раян, син на Владе; Братул, син на Владе; Васил, син на Владе; Божик, син на Арбанаш; Койо, син на Богой; Янко, син на Койко; Койо, син на Робе. Общо имао 28 семейства и 1 неженен и 1 вдовица или общо 145 жители. В 1568 година селото има 125 жители.
В XVIII век селото започва да се изселва масово към Слепче.